# Ussuriaphorura pluripseudocellata
Genre
Espèce
Ussuriaphorura pluripseudocellata, unique représentant du genre Ussuriaphorura, est une espèce de collemboles de la famille des Onychiuridae.

## Distribution
Cette espèce est endémique du Kraï du Primorié en Russie.

## Publication originale
- Martynova, 1979 : « A new genus and a new species of springtails (Collembola, Onychiuridae) from the south of Primorye Territory ». Entomologicheskoe Obozrenie, vol. 58, no 4, p. 799-806.